# Щи
Щи — классическое национальное блюдо русской кухни, многокомпонентный заправочный суп, основу которого составляет рубленая белокочанная свежая или квашеная капуста, реже капустная рассада или савойская капуста, приготовляемый на костном или мясокостном или рыбном бульоне, грибном, овощном или крупяном отваре. Щи бывают вегетарианскими грибными, а также мясными, с птицей и рыбными. Помимо капусты, в зависимости от рецепта, в щи добавляют картофель, крупы, свежие помидоры и яблоки. Щи традиционно сервируют с пирожками, ватрушками, кулебякой, гречневой кашей или крупеником, для забелки подают сметану. Наряду с борщом, это очень распространённое и популярное в русской кухне первое горячее блюдо.

## Этимология
Короткое слово «щи», редкое для русского языка, не имеет общепризнанной этимологии.
Согласно этимологическому словарю М. Фасмера, слово «щи» и его более древняя, ныне диалектальная форма «шти» восходят к древнерусскому съто — «пропитание», «нечто сытное, корм», которое во множественном числе имело форму съти. Производные от съто слова встречаются в памятниках XIV—XV веков, родственными щам словами в таком случае являются «сыт» и «насытить». По другой версии, слово «щи» может происходить от съчи — «соки, жидкость»; от этого же слова произошли такие слова, как «сок» и «щавель». По мнению И. А. Бодуэна де Куртенэ, слово «щи» имеет датские корни и связано с дат. sky — «похлёбка, навар», которое в свою очередь происходит от фр. jus — «сок».
Слово «щи» имеет ласковую форму родительного падежа «щец» и производное от него прилагательное «щаной». В говорах встречаются разновидности «щечки», «ща», «щаги» и «шшы»; диалектальные значения слова разнятся от «похлёбки из сушёной рыбы с крупой» до просто «капусты».

## История
Возми свинины, говядины, ветчины, изрезанного на части гуся и двух кур, кислой белой капусты и искрошенного кружками луку. Вари всё то вместе; подправь мукою с маслом, как то сказано выше, и после подбеливай сметаною.
Щи являются основным горячим блюдом русской кухни уже долгое время. По-видимому, прообраз современных щей возник не ранее IX века, когда крестьяне стали выращивать капусту. С тех пор «неистребимый ничем аромат щей — „щаной дух“ — всегда стоял в русской избе». О большом значении щей в питании русских говорит и неисчислимое количество пословиц и поговорок, где упоминается блюдо: «Щи да каша — пища наша», «Где щи, там и нас ищи», «Тех же щей, да пожиже/погуще влей», «Это тебе не лаптем щи хлебать», «Поучи жену щи варить» и т. д.
Несмотря на местные различия в приготовлении блюда и многочисленные его варианты, оставался неизменным принцип приготовления: в глиняном (позже — чугунном) горшке в русской печи, которая позволяла выдержать мягкий температурный режим во время приготовления. Сам щаной горшок также был предметом почитаемым — его даже мыли особо тщательно, при этом заговаривая.
За историю щей в принцип их приготовления была внесена только одна поправка (исключая расширение букета пряностей, становившихся доступными). В XIX веке, когда русская кухня за счёт приглашаемых знатью поваров испытала влияние французской кухни, из щей была удалена мучная заправка, ранее традиционно вносимая (см. также жур).
Щи повседневно и повсеместно употреблялись всеми слоями населения, при этом отличаясь компонентами: если обеспеченные слои общества могли позволить себе богатые щи, то беднота нередко ограничивалась пустыми. По мнению В. В. Похлёбкина, щи можно есть чуть ли не ежедневно, поскольку они не приедаются. Щи были доступны и во время христианского поста, поскольку могли быть приготовлены без скоромных продуктов. Замороженные щи зимой брали с собой в дорогу.
На Русском Севере щи выделяли среди прочих супов, которые относились к разряду похлёбок. Щи отличала довольно густая консистенция и обязательная варка, в то время как многие похлёбки готовились просто заливая ингредиенты водой или квасом.

## Описание блюда

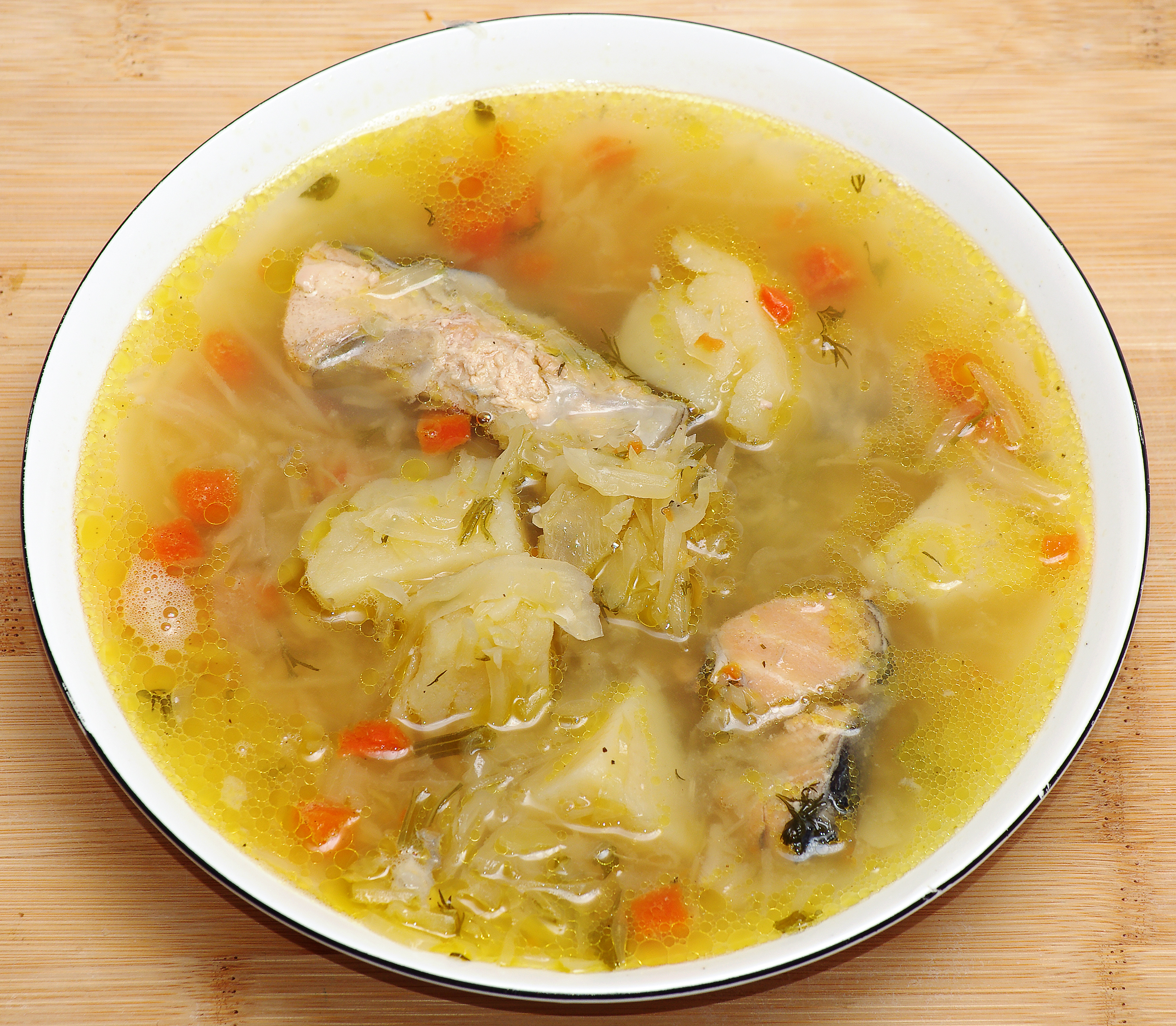
Щи с осетриной

Щи — суп с говядиной. Но это не обыкновенный говяжий суп, но великолепное русское блюдо с разной говядиной и яйцами, и сметаной, и зеленью.
В полный набор продуктов для щей входят следующие компоненты:
- капуста в свежем или квашеном виде или заменяющая её овощная масса (щавель, крапива, репа)[1];
- мясо или, в редких случаях, рыба, грибы;
- коренья (например, морковь, петрушка);
- пряности (лук, сельдерей, чеснок, укроп, перец, лавровый лист);
- кислая заправка (капустный рассол, сметана, яблоки).

Главный овощ и кислота являются обязательными для любых щей. Кисловатый вкус щей является их главным признаком, но он может создаваться не только капустой (хотя чаще всего щи делают именно с капустой и кислый вкус создаётся именно ею и её рассолом). Однако кислый вкус может быть создан, например, щавелём, разваром антоновских яблок, солёными грибами. Нередко в щах сочетаются различные кислые продукты. В щи в настоящее время вносят также и картофель, который загущает суп, но при этом он может быть извлечён после приготовления.
Главным принципом приготовления щей является закладка продуктов в суп без предварительных процедур приготовления, таких как обжаривание или пассерование (исключая квашеную капусту, которая тушится отдельно). Закладка сырых продуктов в суп является характерным приёмом русской кухни.
Мясные щи, как правило, готовятся на говяжьем бульоне, при этом мясо отваривается чаще целым куском. В западных областях России также используется свинина и домашняя птица, но такие щи нехарактерны для традиционной русской кухни. Также в щи может быть добавлено немного ветчины.
Постные щи могут быть грибными или полностью овощными, известными как «пустые». Существуют и рыбные щи, но поскольку для их приготовления требуется определённое сочетание определённых сортов рыбы при их раздельной тепловой обработке (при иных сочетаниях блюдо является не столь вкусным), они распространения не получили.
В любом варианте щи отличает большой набор пряностей — прежде всего, пряных трав и, в меньшей степени, классических пряностей (только чёрный перец и лавровый лист). Пряности в щи вносятся, по крайней мере, дважды. Наряду с пряностями, в суп могут быть добавлены дополнительные компоненты, улучшающие вкус, в виде солёных грибов, мочёных яблок и т. п.

## Разновидности
По подсчётам В. В. Похлёбкина, щи насчитывают 24 варианта, от «пустых» (постных) до «богатых». В мясном бульоне для богатых (иначе сборных или петровских) щей отваривали кости от копчёностей, ветчину, мясо и курицу. Щи боярские готовят в горшочках с жареным мясом, тушёной квашеной капустой с овощами с нашинкованными грибами на грибном отваре с мучной пассеровкой. Похожие болгарские щи готовят в горшочках на грибном бульоне с квашеной капустой и жареными грибами, без мяса. Для царских щей бульон варят на говяжьей грудинке, свежую капусту тушат на сливочном масле. В уральские щи на квашеной капусте вместо картофеля добавляют сваренную отдельно перловую крупу, иногда рисовую, пшённую или овсяную, такие щи уральцы ещё называют «толстыми». Щи из свежей капусты с картофелем на рыбном бульоне называются донскими. Щи из свежей капусты с грибами именуют грибоедовскими. Морочанские щи варят с капустой и щавелем без картофеля и заправляют мучной пассеровкой. Для суточных щей квашеную капусту долго тушат с костями свинокопчёностей. В ленивых щах присутствует только крупно нарезанная капуста, мучная пассеровка и сметана. Весенние зелёные щи готовят не из капусты, а щавеля, шпината или молодой крапивы, рахмановскими называются зелёные щи на рыбном бульоне с кусочками отварной или жареной рыбы.